# Noctum
För andra betydelser, se Noctum (olika betydelser).
Noctum är ett rockband från Uppsala.
Bandet bildades 2009 av basisten Tobias Rosén och Gitarristen/Vokalisten David Indelöf samt trummisen Gustaf Heinemann, Senare tillkom Per Wikström på Gitarr. Tanken var att spela 70-talsinfluerad hårdrock, såsom Black Sabbath, Pentagram och Deep Purple. 2010 släppte de sitt debutalbum The Seance på det tyska skivbolaget High Roller Records, Hösten 2011 släppte de en EP, The Fiddler, och skrev på för Metal Blade Records.
I november 2011 gick Daniel Johansson med efter ett antal spelningar.

## Medlemmar
Nuvarande medlemmar
- Tobias Rosén – basgitarr (2009– )
- David Indelöf – gitarr, sång (2009– )
- Fredrik Jansson – trummor (2013– )
- Christoffer Löfgren – gitarr (2015– )

Tidigare medlemmar
- Gustaf Heinemann – trummor (2009–2012)
- Per Wikström – gitarr (2009–2011)
- Daniel Johansson – gitarr (2011–2015)

## Diskografi
Studioalbum
- The Seance (2010)
- Final Sacrifice (2013)

EP
- The Fiddler (2011)

Singlar
- "Until Then…Until the End" (2015)